# Sudamericano de Rugby B 2013
El Sudamericano de Rugby B del 2013 se celebró en Paraguay y fue organizado por la Confederación Sudamericana de Rugby (CONSUR) y la unión de ese país (URP).
El 21 de agosto se realizó la presentación del torneo en el Complejo Rakiura (lugar donde se disputaron los partidos) en Luque brindándose detalles del evento en una conferencia de prensa. Tres días más adelante, se realizó la tradicional foto de los capitanes de las selecciones participantes con el trofeo en disputa, el lugar elegido fue la Manzana de la Rivera en Asunción y el 25 comenzaron los partidos. Días más tarde Paraguay se coronó campeón en forma invicta.
Este año no se celebró paralelamente al Sudamericano Juvenil B como era habitual, sino que el certamen para menores de 18 años se llevó a cabo en octubre.

## Ronda de clasificación
Existió un partido preliminar entre Paraguay y Brasil por el cuarto y último cupo al torneo y a la ronda de clasificación al Mundial. Paraguay llegó a esta instancia en calidad de ganador del Sudamericano B 2012 y posterior vencedor del partido frente a Bermudas, y Brasil por ser último del Sudamericano A 2012.
Los Tupís que tuvieron el privilegio de la localía por encontrarse mejor ubicados en el ranking IRB eligieron el estadio Nicolau Alayon de São Paulo para disputar el partido y al quedarse con la contienda permanecieron en la división A mientras que los Yacarés se resignaron a jugar el Sudamericano B.
| 27 de octubre 13:30                | Brasil | 35 - 22 | Paraguay | estadio Nicolau Alayon, São Paulo, Brasil |                                        |
|                                    |        | Reporte |          | Árbitro(s): Federico Anselmi Argentina    | Árbitro(s): Federico Anselmi Argentina |
| Brasil clasifica al Sudamericano A |        |         |          |                                           |                                        |

## Equipos participantes
- Selección de rugby de Colombia (Los Tucanes)
- Selección de rugby de Paraguay (Los Yacarés)
- Selección de rugby de Perú (Los Tumis)
- Selección de rugby de Venezuela (Las Orquídeas)

## Posiciones
| Pos. | Equipo    | Encuentros | Encuentros | Encuentros | Encuentros | Tantos  | Tantos    | Tantos     | Puntos |
| Pos. | Equipo    | jugados    | ganados    | empatados  | perdidos   | a favor | en contra | diferencia | Puntos |
| ---- | --------- | ---------- | ---------- | ---------- | ---------- | ------- | --------- | ---------- | ------ |
| 1    | Paraguay  | 3          | 3          | 0          | 0          | 95      | 22        | + 73       | 9      |
| 2    | Colombia  | 3          | 1          | 0          | 2          | 74      | 67        | + 7        | 3      |
| 3    | Perú      | 3          | 1          | 0          | 2          | 53      | 78        | - 25       | 3      |
| 4    | Venezuela | 3          | 1          | 0          | 2          | 50      | 105       | - 55       | 3      |

Nota: Se otorgan 3 puntos al equipo que gane un partido, 1 al que empate y 0 al que pierda

## Resultados[6][7]

### Primera fecha[8]
| 25 de agosto 17:00 | Colombia | 32 - 14 | Venezuela | Rakiura, Luque, Paraguay            |                                     |
|                    |          | Reporte |           | Árbitro(s): Víctor Silvero Paraguay | Árbitro(s): Víctor Silvero Paraguay |

| 25 de agosto 19:00 | Paraguay | 22 - 0  | Perú | Rakiura, Luque, Paraguay             |                                      |
|                    |          | Reporte |      | Árbitro(s): Ricardo Sant'Anna Brasil | Árbitro(s): Ricardo Sant'Anna Brasil |

### Segunda fecha[9][10]
| 27 de agosto 17:00 | Perú | 28 - 27 | Colombia | Rakiura, Luque, Paraguay            |                                     |
|                    |      | Reporte |          | Árbitro(s): Víctor Silvero Paraguay | Árbitro(s): Víctor Silvero Paraguay |

| 27 de agosto 19:00 | Paraguay | 48 - 7  | Venezuela | Rakiura, Luque, Paraguay                 |                                          |
|                    |          | Reporte |           | Árbitro(s): Santiago Altobelli Argentina | Árbitro(s): Santiago Altobelli Argentina |

### Tercera fecha
| 30 de agosto 18:00 | Venezuela | 29 - 25 | Perú | Rakiura, Luque, Paraguay             |                                      |
|                    |           | Reporte |      | Árbitro(s): Ricardo Sant'Anna Brasil | Árbitro(s): Ricardo Sant'Anna Brasil |

| 30 de agosto 20:00 | Paraguay | 25 - 15 | Colombia | Rakiura, Luque, Paraguay                 |  |
|                    |          |         |          | Árbitro(s): Santiago Altobelli Argentina |  |

| Bandera de Paraguay |
| Campeón Paraguay    |
| Cuarto título       |

## Clasificación alSudamericano de Rugby A
Paraguay, al quedarse con la copa, clasificó directamente a la división A y participará del Sudamericano A 2014 con Argentina, Uruguay, Chile y Brasil. Como la CONSUR planificó que el torneo de máxima categoría vuelva a tener 5 selecciones, los Yacarés no deberán pasar por la llave de permanencia como sucedió en años anteriores.